# Galleria Pio Fedi

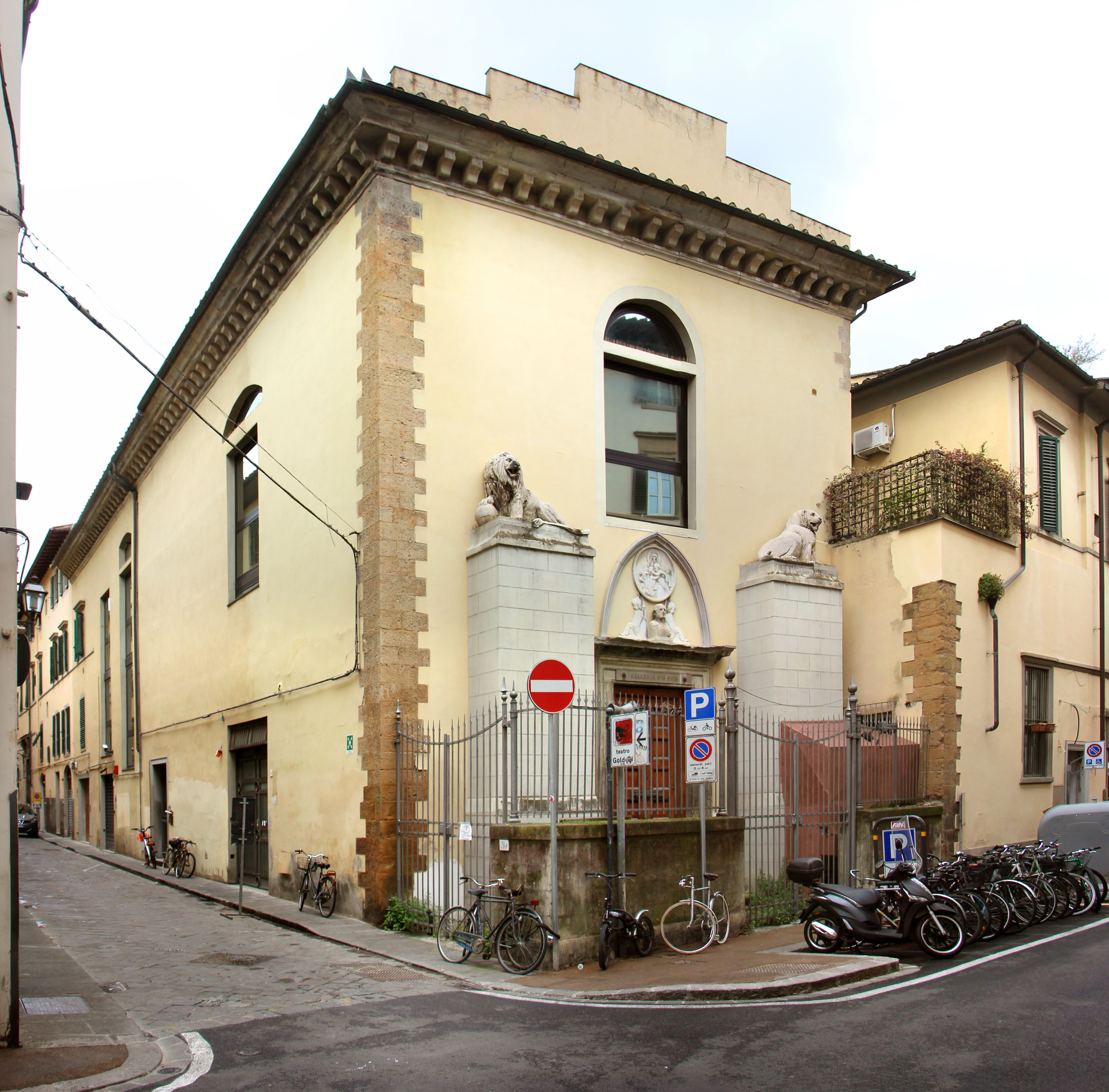
L'esterno

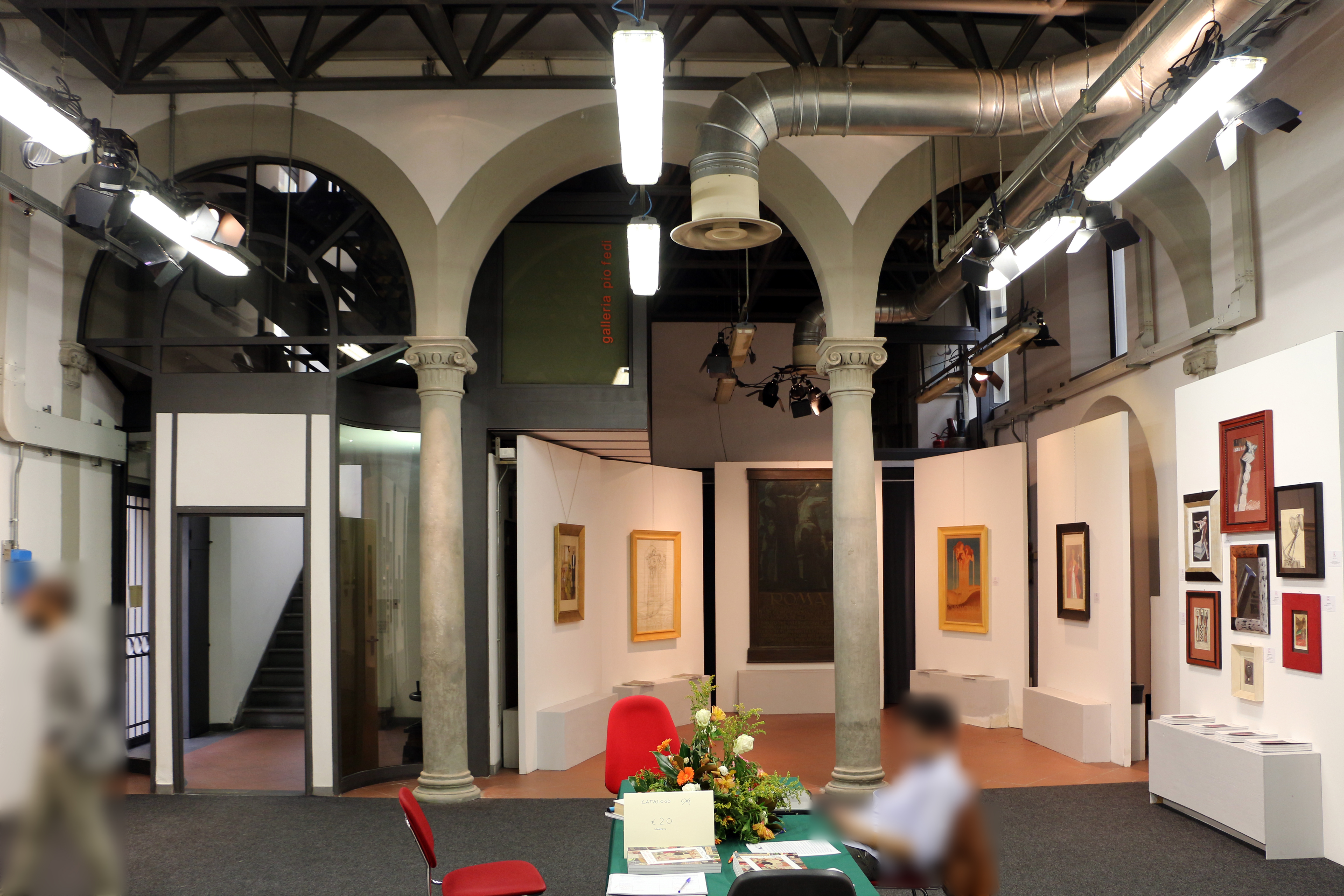
L'interno dell'edificio durante un'esposizione temporanea (2015)

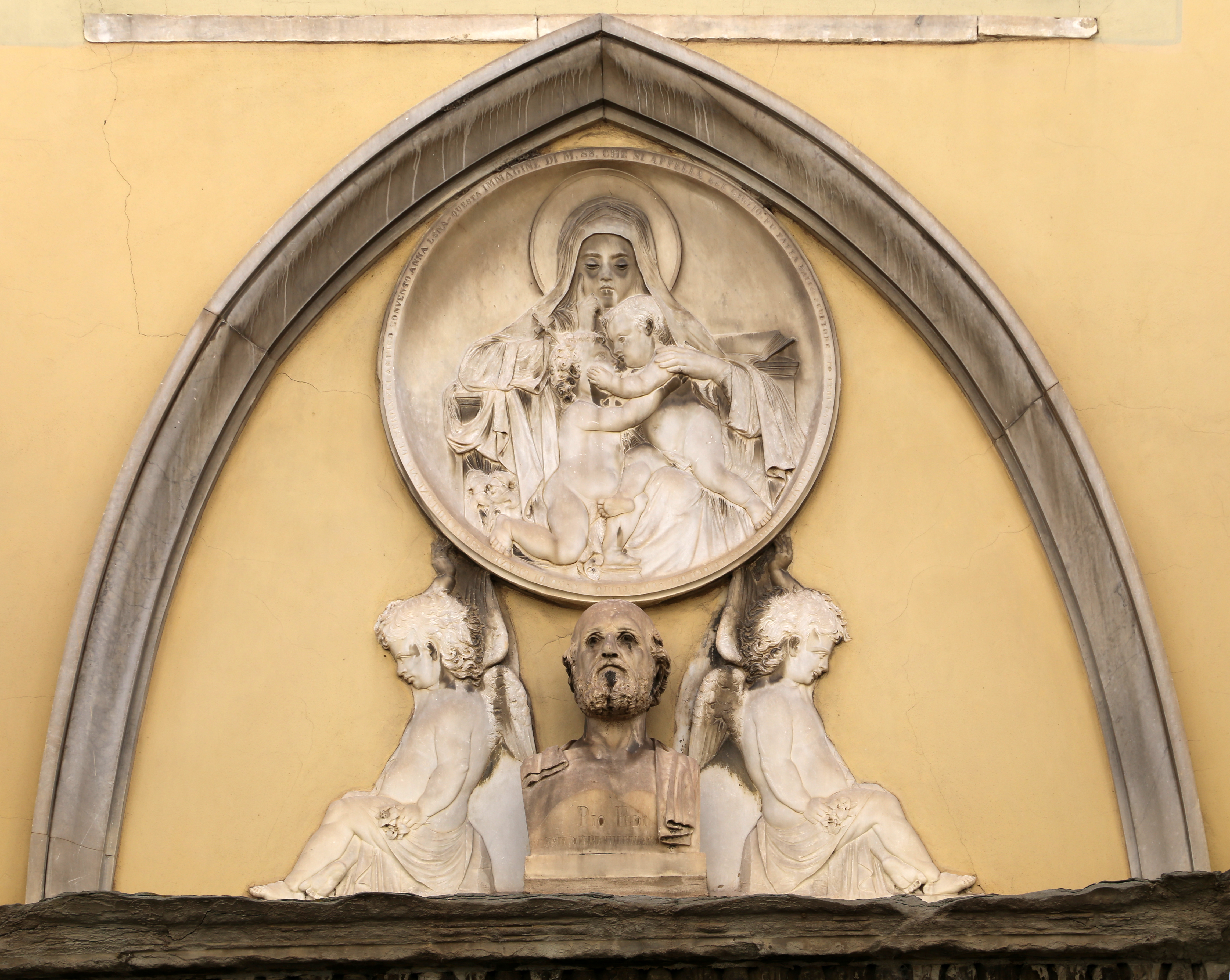
Lunetta del portale con Madonna col Bambino, san Giovannino, Putti e Autoritratto

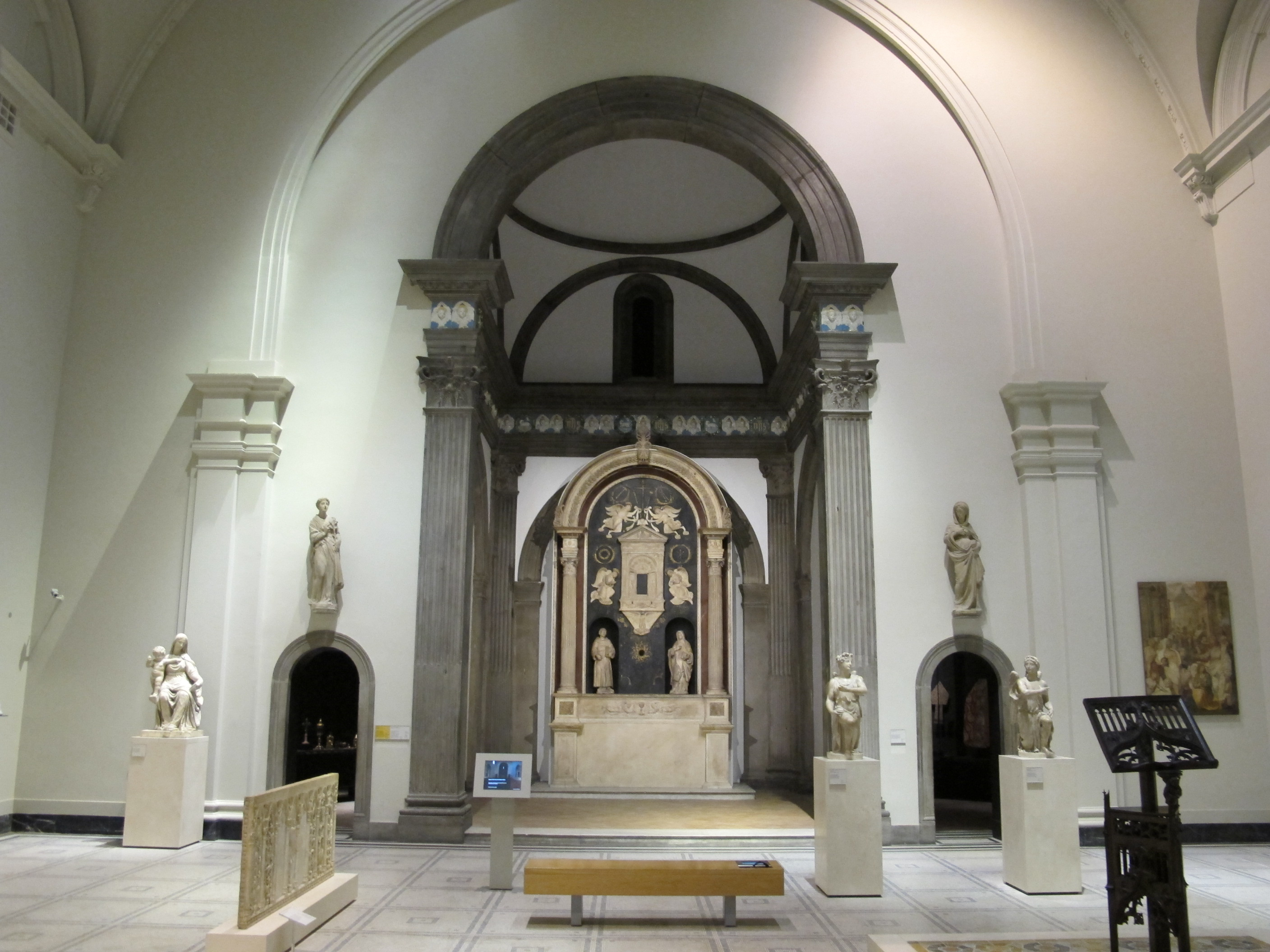
La cappella maggiore della chiesa di Santa Chiara ora al Victoria and Albert Museum, Londra

Lo Studio Galleria Pio Fedi è un edificio di Firenze, situato in via de' Serragli 99, angolo via Santa Maria, nel quartiere Oltrarno. È la sede attuale della Scuola di Formazione del mestiere dell'attore "L'Oltrarno", diretta da Pierfrancesco Favino.

## Storia
L'ambiente era originariamente una chiesa annessa al monastero di Santa Chiara, che dava il nome di questo tratto di via de' Serragli in "via Chiara", ed era stato fondato dalle agostiniane assieme ad un ospedale nel 1356, grazie al sostegno dalla famiglia degli Albizi, su una casa dei Biliotti. Nel 1452 il complesso era passato alle clarisse (francescane). In particolare l'edificazione della chiesa risalirebbe a questo secondo periodo, attorno al 1494, parallelamente ad altri lavori di ampliamento del convento e dell'ospedale, che era dotato di orti e giardini confinanti con quelli dell'attiguo convento di Annalena. Soppresso il convento nel 1808, l'ambiente venne destinato ad altre e diverse funzioni, anche in ragione della radicale trasformazione della zona limitrofa, segnata dalla costruzione del Teatro Goldoni e dell'omonima Arena. La scarsella e il presbiterio della chiesa, di gusto brunelleschiano del tardo XV secolo e con altare di Leonardo del Tasso e sculture di Benedetto da Maiano, vennero venduti e smontati, e oggi si trovano nel Victoria and Albert Museum di Londra. 
In una porzione dell'attigua chiesa fu aperta nel 1819 la prima scuola di reciproco insegnamento e trovò sede la Società per la istruzione gratuita morale e scientifica. Successivamente i locali furono adattati a studio dello scultore Francesco Pozzi, quindi del pittore americano Miner Kilbourne Kellogg (che vi è documentato nel 1841) e poi rilevati nel 1842, sempre come studio e galleria d'arte, dal più celebre scultore Pio Fedi che, alla morte, lasciò l'ambiente in legato alla città di Firenze, con tutti gli strumenti di lavoro, varie opere e alcuni modelli. Tuttavia non ne nacque un museo, come nelle intenzioni dell'artista, e trasferiti i beni mobili nei depositi della Galleria d'arte moderna, al tempo di Garneri (1924) l'ambiente era decisamente dequalificato, e vi era sistemata una segheria. Restaurato dall'editore Pagliai per farne sede della propria tipografia Polistampa e successivamente ambiente di rappresentanza e di eventi culturali, dal 2015 è sede della scuola di alta formazione per il mestiere dell'attore, denominata L'Oltrarno e diretta da Pierfrancesco Favino (da un progetto Pergola-Teatro della Toscana).

## Descrizione

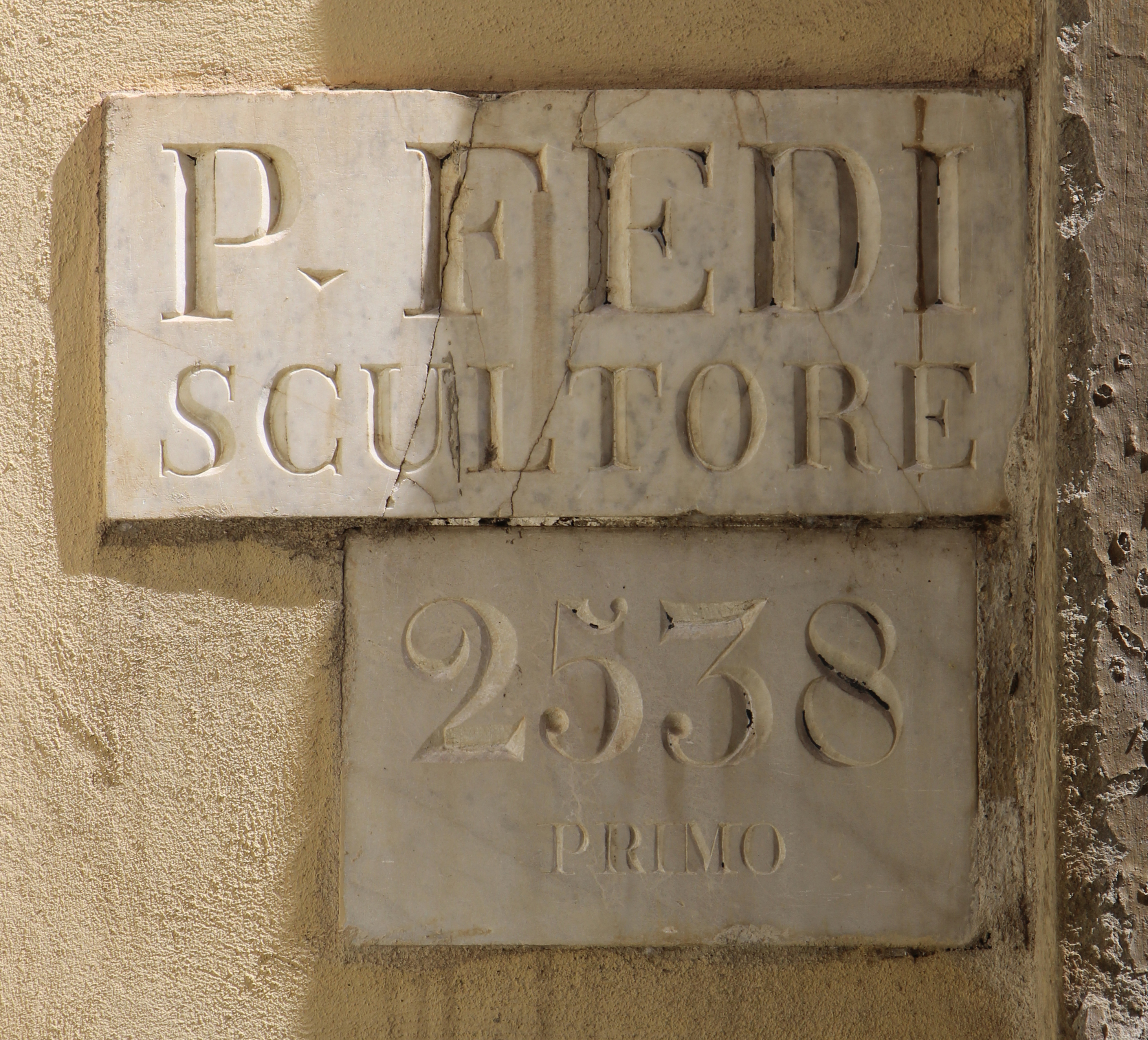
Antica numerazione civica

Il fronte su via de' Serragli documenta ancora chiaramente dell'antica destinazione del luogo, pur essendo contrassegnato da iscrizioni che lo riconducono al suo utilizzo da parte dello scultore Fedi. Sul portone, con architrave antico, forse quattrocentesco, è un busto di Pio Fedi (con firma e motto inciso "ALL'IMPETO DEI VENTI IMMBLE [IMMOBILE] SONO") e un bassorilievo con due angeli che sorreggono un tondo con la Madonna, il Bambino e san Giovannino. Ai lati sono due pilastri, sui quali sono accovacciati due leoni in marmo.
Presso la porta resta una placca col nome "P. Fedi scultore" e sotto il numero "2538 primo". Quest'ultimo è uno dei pochi esempi rimasti in città di numerazione preunitaria in cui a ogni edificio era assegnato un numero unico, indipendentemente da in quale si affacciasse; la numerazione era legata agli edifici, e non ai singoli ingressi come oggi, infatti su questa placca è specificato che si tratta del "primo" ingresso.

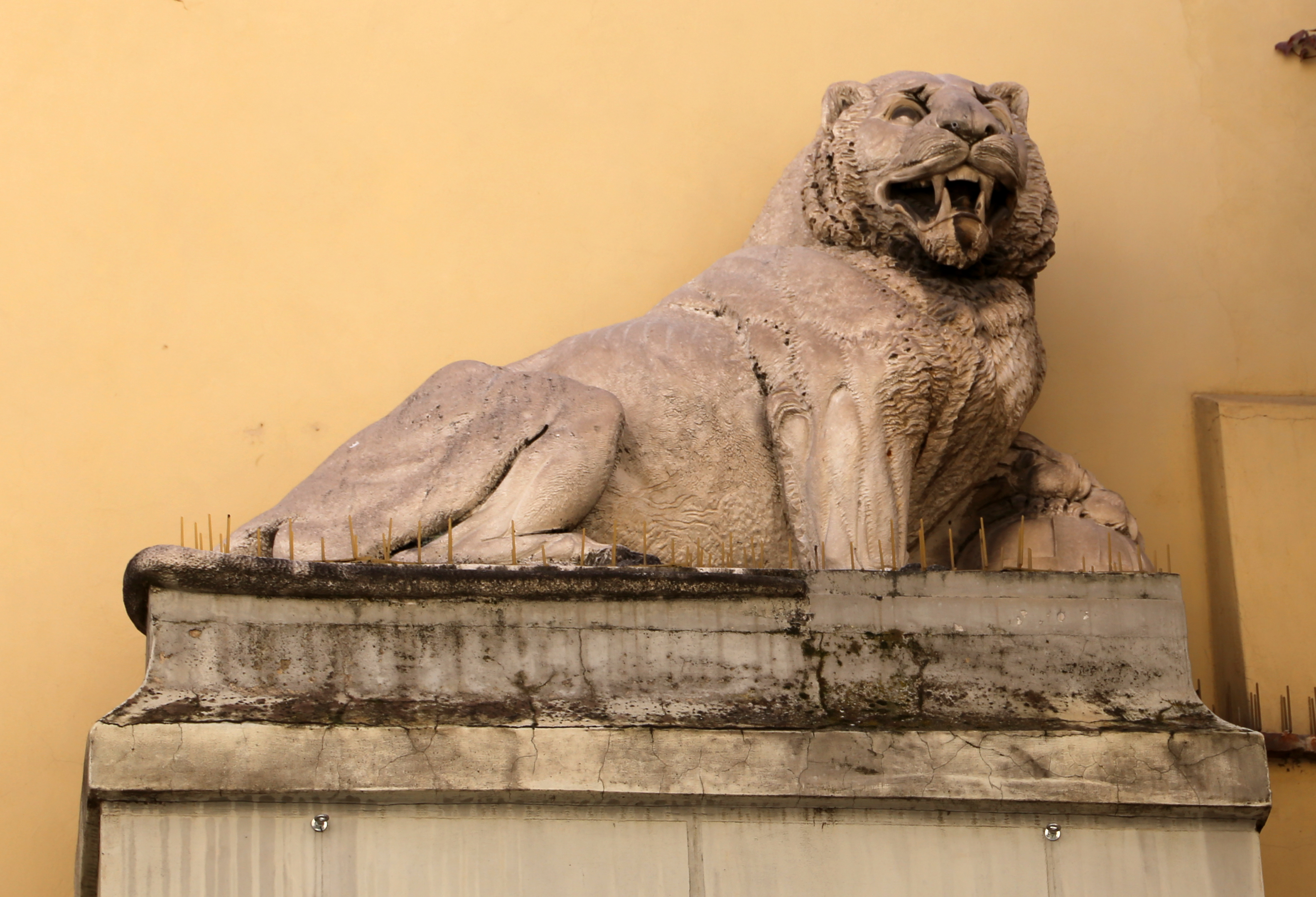
Leonessa di sinistra
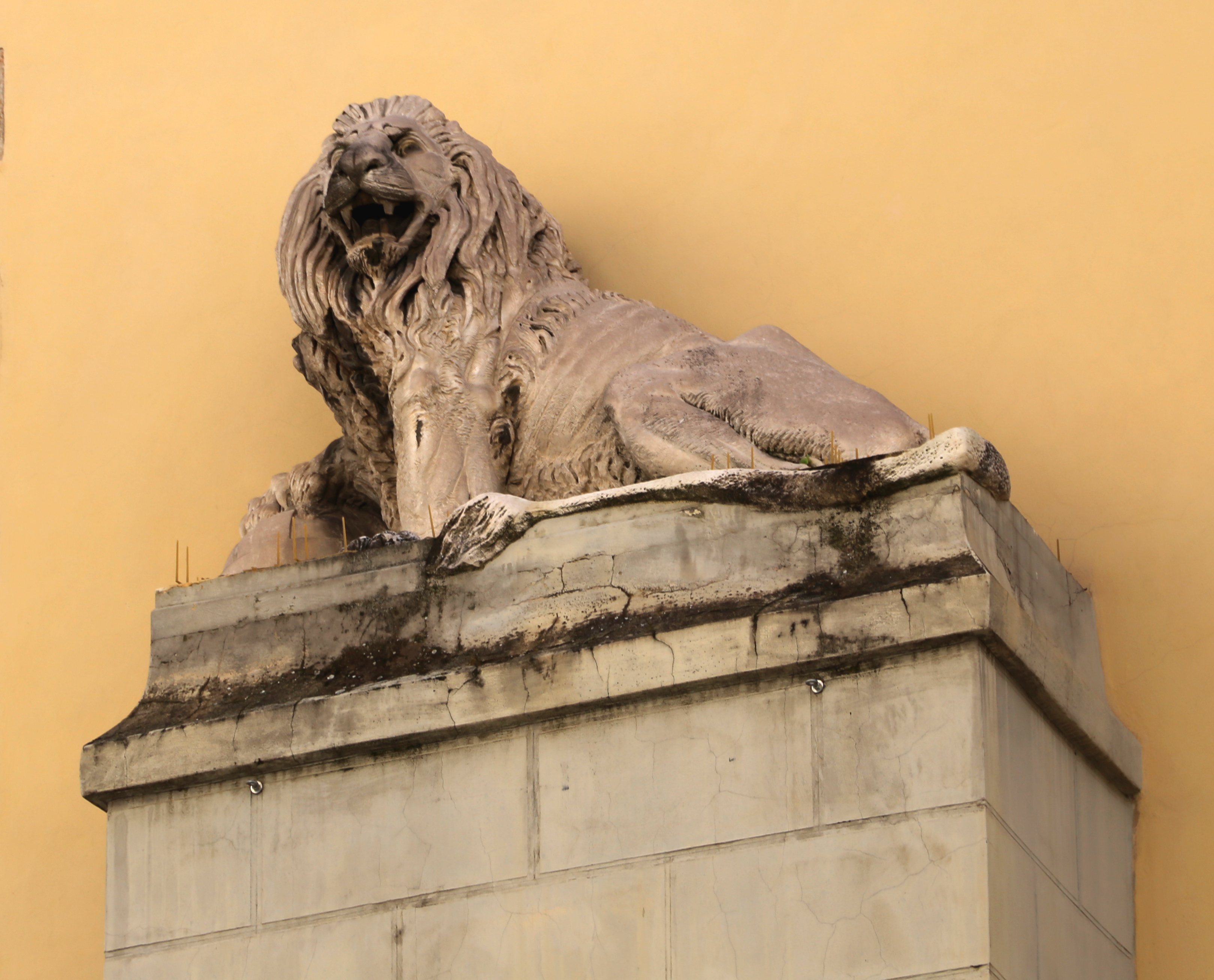
Leone di destra
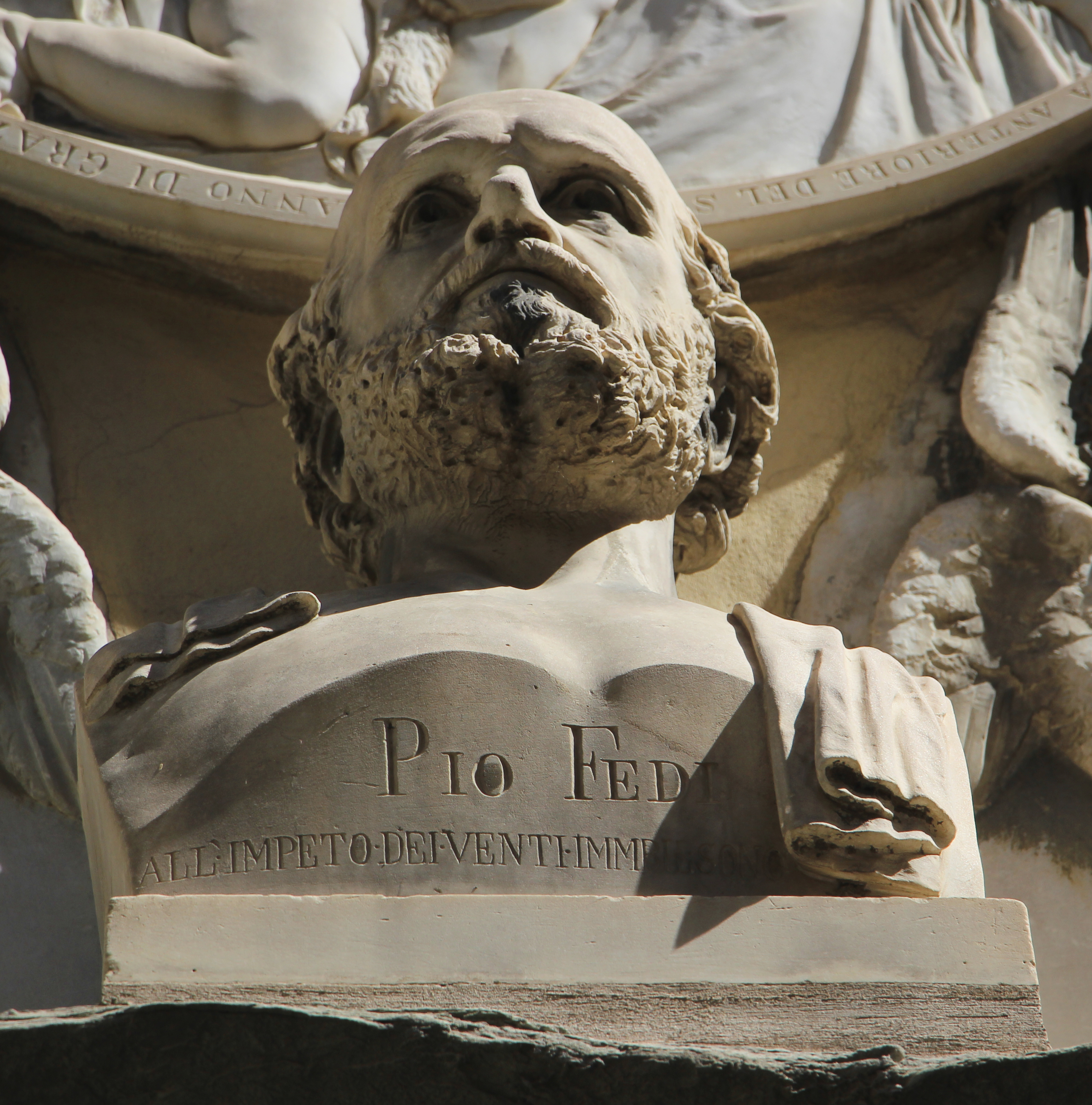
Busto con autoritratto, firma e motto

## Opere già in Santa Chiara
- Lorenzo di Credi, Adorazione dei pastori, oggi agli Uffizi
- Pietro Perugino, Compianto sul Cristo morto, oggi alla Galleria Palatina.